# Врутки
Врутки (словац. Vrútky, нім. Rutteck, угор. Ruttka) — місто в північній Словаччині, фактично частина Мартіна. Населення — близько 7,5 тисяч осіб.

## Назва
Назва походить від старослов'янського слова «джерело».

## Історія
Під час нападу монголо-татар тут, у Зневської фортеці, знайшов притулок король Бела IV. Вдячний король підвищив статус міста і подарував землі, що належать йому, міщанам. У XVI столітті у Врутки знайшли притулок протестанти, багато жителів міста стали лютеранами. У XVIII столітті, після контр-реформації, католики знову стали переважати. У 1872 році через Врутки проходить Кошицько-Богумінська залізниця. Поступово Врутки стають важливим залізничним вузлом і залишаються їм і зараз. У 1949—1954 і 1971—1990 Врутки були частиною міста Мартін.

## Населення
| Рік:            | 1994. | 2004.   | 2014.   | 2024.   |
| --------------- | ----- | ------- | ------- | ------- |
| Кількість осіб: | 7344  | 7275    | 7666    | 7397    |
| Різниця:        |       | -0,93 % | +5,37 % | -3,50 % |

| Рік:            | 2023. | 2024.   |
| --------------- | ----- | ------- |
| Кількість осіб: | 7399  | 7397    |
| Різниця:        |       | -0,02 % |

## Пам'ятки
Парафіяльний костел

## Міста-побратими
- Німеччина — Бебра
- Чехія — Фульнек
- Польща — Лазиська-Гурне
- Чехія — Нимбурк

## Географія
Протікають річки Яворина і Кам'яний потік.